# Zsolt Nemcsik
Zsolt Nemcsik (* 15. srpna 1977 Budapešť, Maďarsko) je bývalý maďarský sportovní šermíř, který se specializoval na šerm šavlí. Maďarsko reprezentoval v prvním letech jednadvacátého století. Na olympijských hrách startoval v roce 2000, 2004 a 2008 v soutěži jednotlivců a družstev. V soutěži jednotlivců získal na olympijských hrách 2004 stříbrnou olympijskou medaili. V roce 2006 obsadil druhé místo na mistrovství světa a v roce 2005 druhé místo na mistrovství Evropy v soutěži jednotlivců. S maďarským družstvem šavlistů vybojoval v roce 1998 a 2007 titul mistra světa a v roce 2006 skončil na mistrovství Evropy s družstvem na druhém místě.